# ZIL-117
La ZIL-117 è un'autovettura full-size di lusso prodotta dalla Zavod Imeni Lichačëva dal 1972 al 1977. Era disponibile in versione berlina quattro porte e cabriolet due e quattro porte. La prima carrozzeria citata era spesso denominata limousine per via delle dimensioni imponenti.

## Storia
Il modello condivideva il suo motore V8 da 6,9 L di cilindrata con la versione a passo lungo della ZIL-114. La Potenza massima erogata era di 300 CV a 4.400 giri al minuto, mentre il rapporto di compressione era di 9:1. L'alimentazione era assicurata da un singolo carburatore a quadruplo corpo. Il motore era montato anteriormente, mentre la trazione era posteriore. La ZIL-117 aveva installato un cambio automatico a tre rapporti ed aveva montato di serie il servosterzo. La casa costruttrice dichiarava una velocità massima compresa tra 190 ed i 201 km/h.
La 117 e la 114 rappresentavano una discontinuità rispetto alle ZIL del passato. I modelli precedenti, infatti, erano più decorati e più grandi. Inoltre, la 117 e la 114 erano dotate di linee più moderne. In alcuni particolari, la 117 assomigliava alle Chrysler Imperial degli anni sessanta.
Una delle ragioni collegate al lancio della 117 fu la necessità di avere, nella gamma ZIL, un modello che si collocasse tra la 114 – che era riservata ai capi di stato ed alle massime autorità del Partito Comunista dell'Unione Sovietica – e la GAZ-13 "Čajka", che era invece utilizzata dai membri del Politburo ed era impiegata come auto di supporto nelle parate.